# Cheilanthes hieronymi
Cheilanthes hieronymi là một loài thực vật có mạch trong họ Adiantaceae. Loài này được Herter miêu tả khoa học đầu tiên năm 1925.